# Корбусен
Корбусен (њем. Korbußen) општина је у њемачкој савезној држави Тирингија. Једно је од 61 општинског средишта округа Грајц. Према процјени из 2010. у општини је живјело 494 становника. Посједује регионалну шифру (AGS) 16076036.

## Географски и демографски подаци
Корбусен се налази у савезној држави Тирингија у округу Грајц. Општина се налази на надморској висини од 291 метра. Површина општине износи 7,2 km². У самом мјесту је, према процјени из 2010. године, живјело 494 становника. Просјечна густина становништва износи 68 становника/km².